# Renato Pasquali
Renato Pasquali (Jesolo, 31 luglio 1954) è un allenatore di pallacanestro e dirigente sportivo italiano.
Ha allenato in Italia, Ucraina, Polonia, Canada e Cina.

## Carriera
Inizia nel 1975 come allenatore del Settore Giovanile e prima squadra di Jesolo, fino al 1981.
Nel 1981-82 diventa assistente della prima squadra della Benetton Treviso in serie A2 con i tecnici Dado Lombardi, Mauro Di Vincenzo, Massimo Mangano e Riccardo Sales e contemporaneamente è anche il Responsabile del Settore Giovanile, che in quegli anni vince complessivamente due titoli giovanili (1 cadetti e 1 juniores). Rimane a Treviso fino al 1988-89.
Ha continuato la sua esperienza nella Virtus Bologna tra il 1989-90 e il 1992-93 come vice allenatore ad Ettore Messina, assieme al quale ha vinto 1 Scudetto, 1 Coppa Italia ed 1 Coppa Europa.
Nel 1993-94 torna a Treviso come Responsabile del Settore Giovanile e assistente della prima squadra di Francesco Frates, assieme al quale vince 1 Coppa Italia.
Nel 1996-97 è tornato alla Benetton Treviso dove ha assistito Mike D'Antoni.
Ha vissuto la sua prima esperienza da Head Coach in Serie A2 con la Libertas Forlì nel 1998-99, con la conquista delle semifinali per i play-off. Non ha potuto continuare per il fallimento della squadra romagnola.
Dal 1999 al 2001 è stato Responsabile Tecnico delle squadre giovanili della Federazione Italiana Pallacanestro.
Dal 2003 al 2006 ha allenato il Basketbol'nij klub Kiev, con cui ha vinto un titolo ucraino e ha perso la finale di EuroCoppa.
Nel 2006 è allenatore dell'anno per Eurobasket.
Nel 2006-07 torna in Italia come capo allenatore per la Pallacanestro Reggiana, ma dopo appena sei partite viene sostituito. Dopo un periodo di collaborazione con i Toronto Raptors, nel 2007-08 viene chiamato a sostituire Stefano Pillastrini sulla panchina della Virtus Bologna, dove rimane fino al 10 novembre 2008, data in cui viene esonerato.
Dal settembre 2009 è assistente della squadra Nazionale Canadese e Direttore Tecnico delle Nazionali Giovanili maschili e femminili.
Dal 2010, contemporaneamente all'impegno con la Federazione Canadese, è anche Responsabile del Settore Giovanile della Benetton Treviso.
Dopo una seconda esperienza al BK Kiev, nel mese di giugno 2014 inizia una nuova esperienza in Cina, prima come consulente tecnico e poi come allenatore della squadra di Changsha Bank (NBL).
A giugno 2014 viene annunciato come Direttore Sportivo della PMS Torino, dove diventa General Manager nei 2 anni successivi.
Dopo aver lasciato la squadra piemontese, l'11 luglio 2016 diventa il nuovo allenatore del SAM Massagno, da cui si dimette il 28 febbraio 2017.
Il 21 giugno 2017 viene scelto come nuovo General Manager della Pallacanestro Forlì 2.015, con cui firma un triennale.

## Palmarès
- Campionato ucraino: 1

Kiev: 2004-2005

### Individuale
- Eurobasket Coach of the Year: 1

2005